# اچ‌ام‌اس آمریکا (۱۷۷۷)
اچ‌ام‌اس آمریکا (۱۷۷۷) (به انگلیسی: HMS America (1777)) یک کشتی بود که طول آن ۱۵۹ فوت ۶ اینچ (۴۸٫۶۲ متر) بود. این کشتی در سال ۱۷۷۷ ساخته شد.